# Teufenbach-Katsch
Teufenbach-Katsch osztrák község Stájerország Muraui járásában. 2017 januárjában 1911 lakosa volt.

## Elhelyezkedése

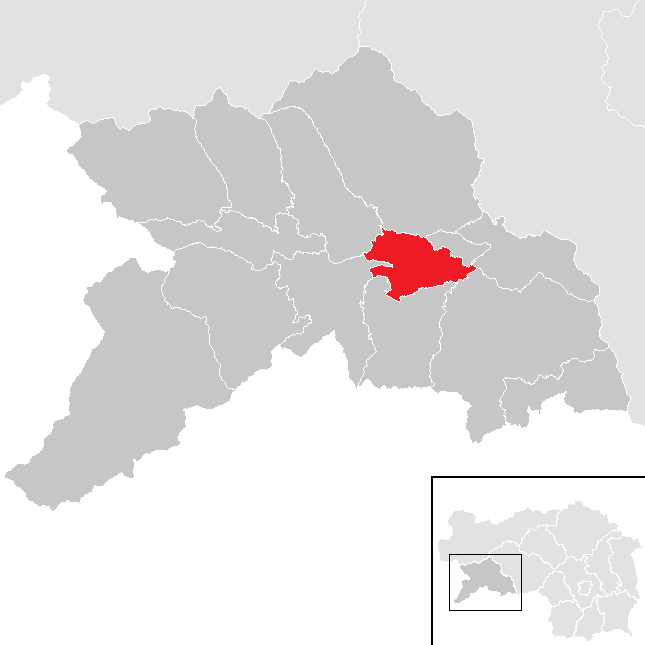
Teufenbach-Katsch a Muraui járásban

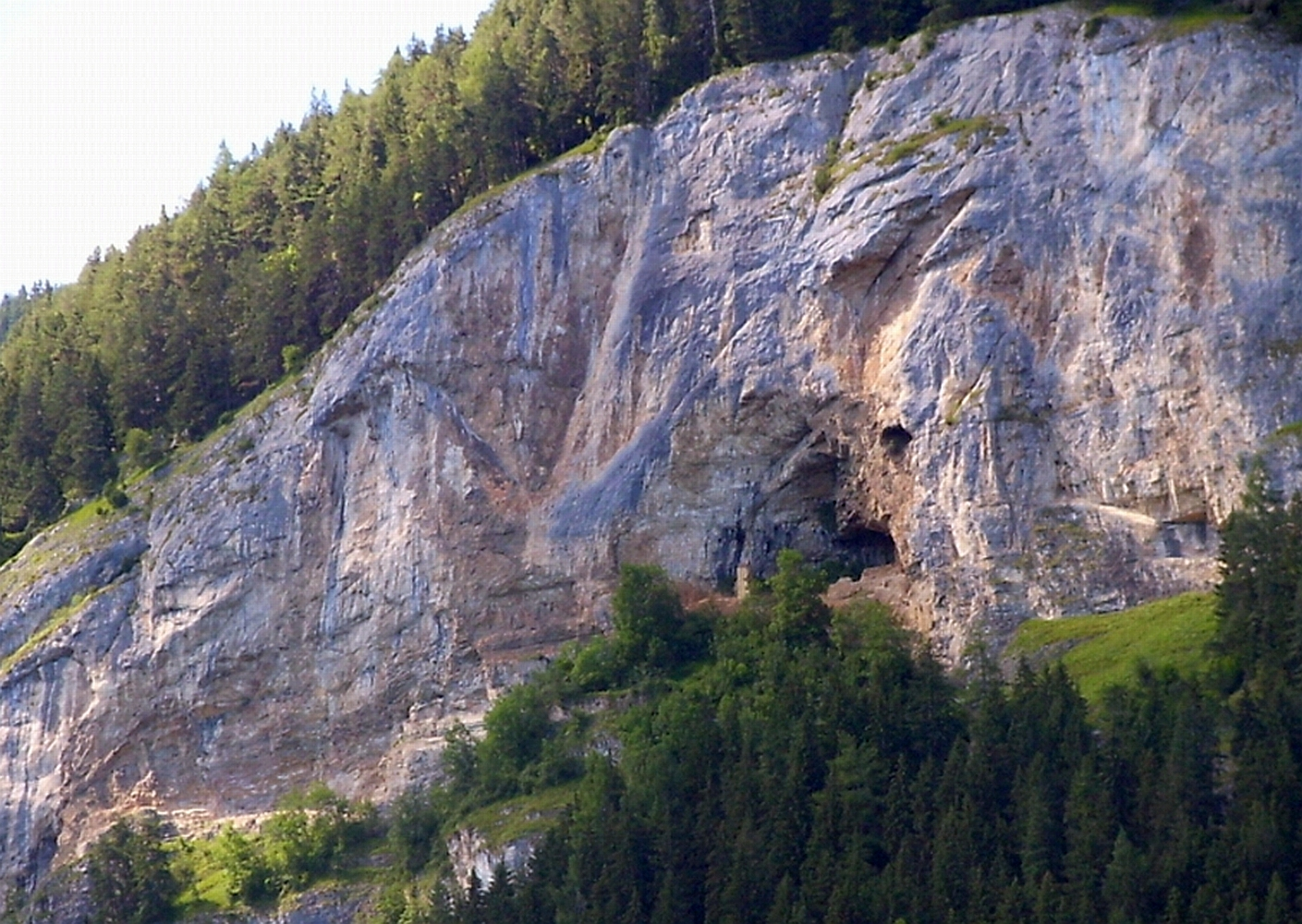
Puxerloch barlangerődje

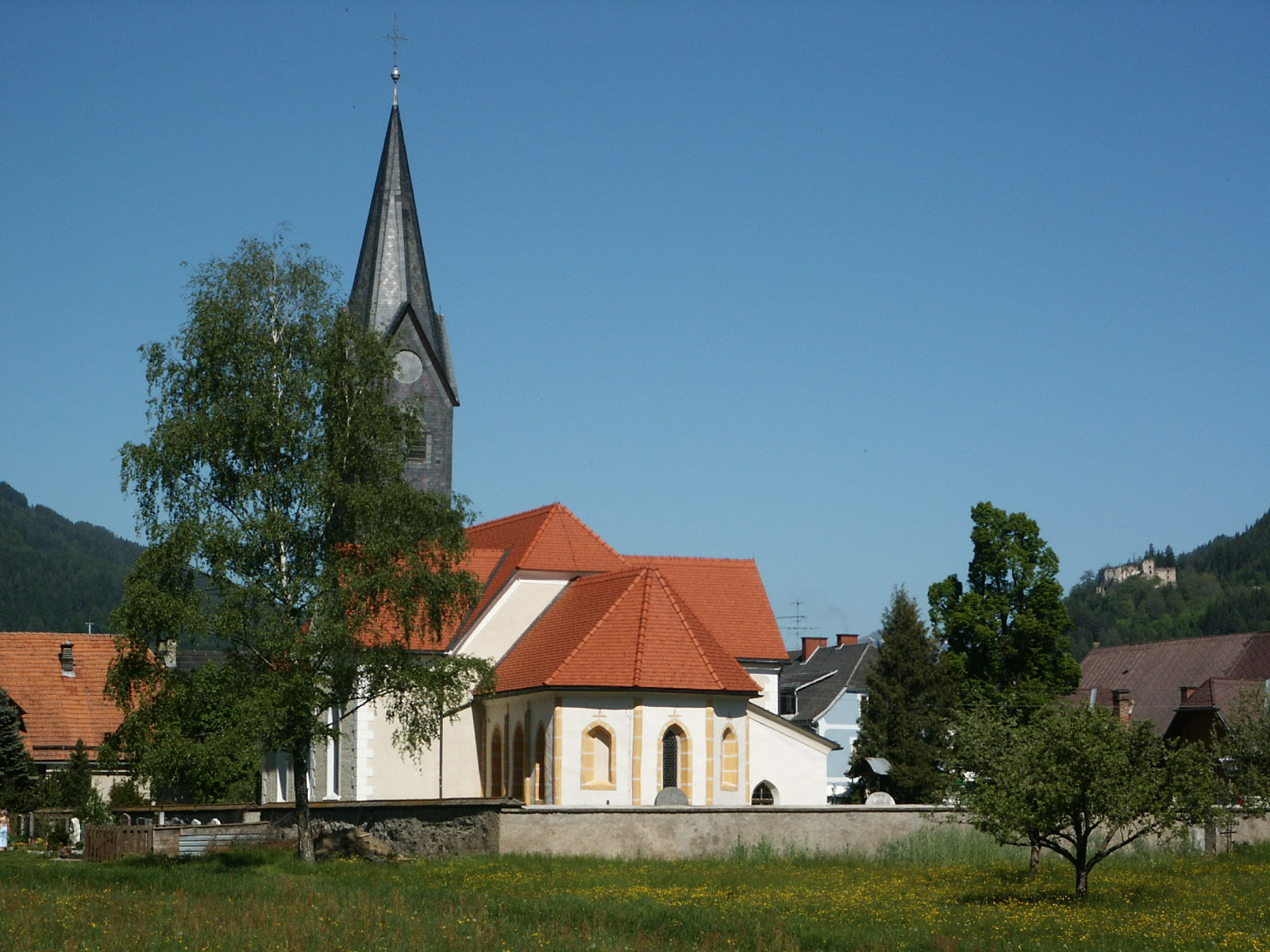
A frojachi Szt. András-templom

Teufenbach-Katsch Felső-Stájerországban fekszik a Mura mentén, ahol a Teufenbach patak délről a folyóba torkollik. Másik fontos folyóvize a Katschon áthaladó Katschbach (a Mura bal oldali mellékfolyója). Területének jelentős része a Murától északra a Schladmingi-Tauern hegységre, délre a Gurktali-Alpokra esik. Az önkormányzat 3 települést egyesít (valamennyit saját katasztrális községében): Frojach (571 lakos), Katsch an der Mur (564 lakos) és Teufenbach (776 lakos).
A környező önkormányzatok: északra Oberwölz, északkeletre Niederwölz és Scheifling, délkeletre Neumarkt in der Steiermark, délre Sankt Lambrecht, nyugatra Murau, északnyugatra Sankt Peter am Kammersberg.  

## Története
Az önkormányzat a 2015-ös stájerországi közigazgatási reform során jön létre Teufenbach és Frojach-Katsch községek egyesülésével.
Teufenbachot mintegy ezer évvel ezelőtt említik először. Tulajdonosai a 13. századtól a stájer lovagi rendhez tartoztak. A család birtokon maradó ága a 17. században kihalt és a várat 1689-ben Schwarzenberg herceg vásárolta meg. Az 1549-ben Balthasar von Teufenbach által épített Új-Teuffenbach kastélya ma idősek otthonaként funkcionál.
Katschot elsőként egy 982-es oklevél említi elsőként, míg Frojach a 12. század közepén jelenik meg az írott forrásokban. A két község tanácsa 1968-ban egyesült, majd 2015-ben csatlakoztak Teufenbachhoz.

## Lakosság
A Teufenbach-Katsch-i önkormányzat területén 2017 januárjában 1911 fő élt. A lakosságszám 2001-ig növekedett (1925 főig), azóta stagnálni látszik. 2015-ben a helybeliek 95,3%-a volt osztrák állampolgár; a külföldiek közül 0,9% a régi (2004 előtti), 3,2% az új EU-tagállamokból érkezett. 2001-ben Teufenbachban a lakosok 92,6%-a római katolikusnak (Frojach-Katschban 95,9%), 2,4% (1%) evangélikusnak, 4,4% (1,8%) pedig felekezet nélkülinek vallotta magát. Ugyanekkor Frojach-Katschban 8 magyar élt.

## Látnivalók
- Puxerloch barlangerődje

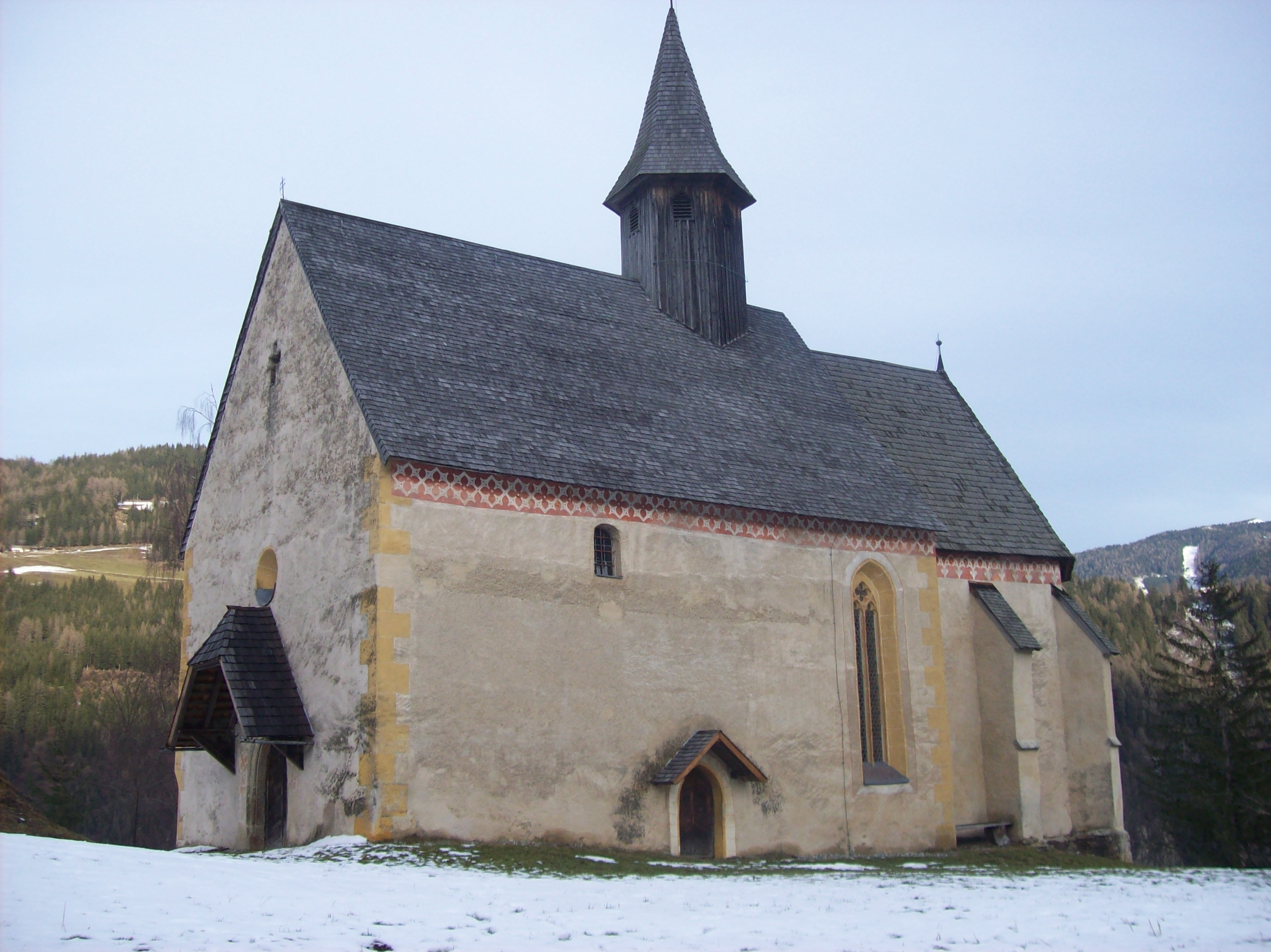
A katschi Szt. Lőrinc-templom

- Új-Teuffenbach kastélya (ma idősek otthona)
- a frojachi Szt. András-plébániatemplom mai formáját 1527-1555 között nyerte el, akkor mint protestáns templom. 1722-ben katolikussá szentelték át, miután a korábbi katolikus templom (feltehetően árvízben) elpusztult. Neogótikus belső tere 1899-1900-ból származik.
- Teufenbach Szt. Margit-plébániatemploma
- Frojach/Saurau Szűz Mária-temploma
- Katsch Szt. Lőrinc-temploma
- Pux várának romjai
- a római út maradványai
- a frojachi vasútmúzeum

## Fordítás
- Ez a szócikk részben vagy egészben  a   Teufenbach-Katsch című német Wikipédia-szócikk ezen változatának fordításán alapul.  Az eredeti cikk szerkesztőit annak laptörténete sorolja fel. Ez a jelzés csupán a megfogalmazás eredetét és a szerzői jogokat jelzi, nem szolgál a cikkben szereplő információk forrásmegjelöléseként.